# Myllymäki (Vantaa)
Pour les articles homonymes, voir Myllymäki (homonymie).
Myllymäki  est un quartier de Vantaa en Finlande.

## Description
Myllymäki est un quartier d'environ 300 habitants situé dans la partie sud du district de Kivistö à Vantaa, au nord du Kehä III et à l'ouest de Hämeenlinnanväylä.
À l'ouest de Myllymäki se trouve Petikko avec ses zones de loisirs et d'affaires et au nord se trouvent les terres forestières de Keimola.
À Myllymäki se trouve le quartier des maisons individuelles Petas. Il a été construit dans les années 1950 et 1960 au bord de la rivière Vantaanjoki. 
Il y a une école d'équitation rue Tallimäentie.
Le raccourci du Kehä III et le nouvel échangeur ont été achevés en 2012. 
L'école professionnelle Varia construit un bâtiment pour plus de deux mille étudiants du côté ouest de la gare de Vehkala à Myllymäki. La construction a commencé en 2023.

## Transports

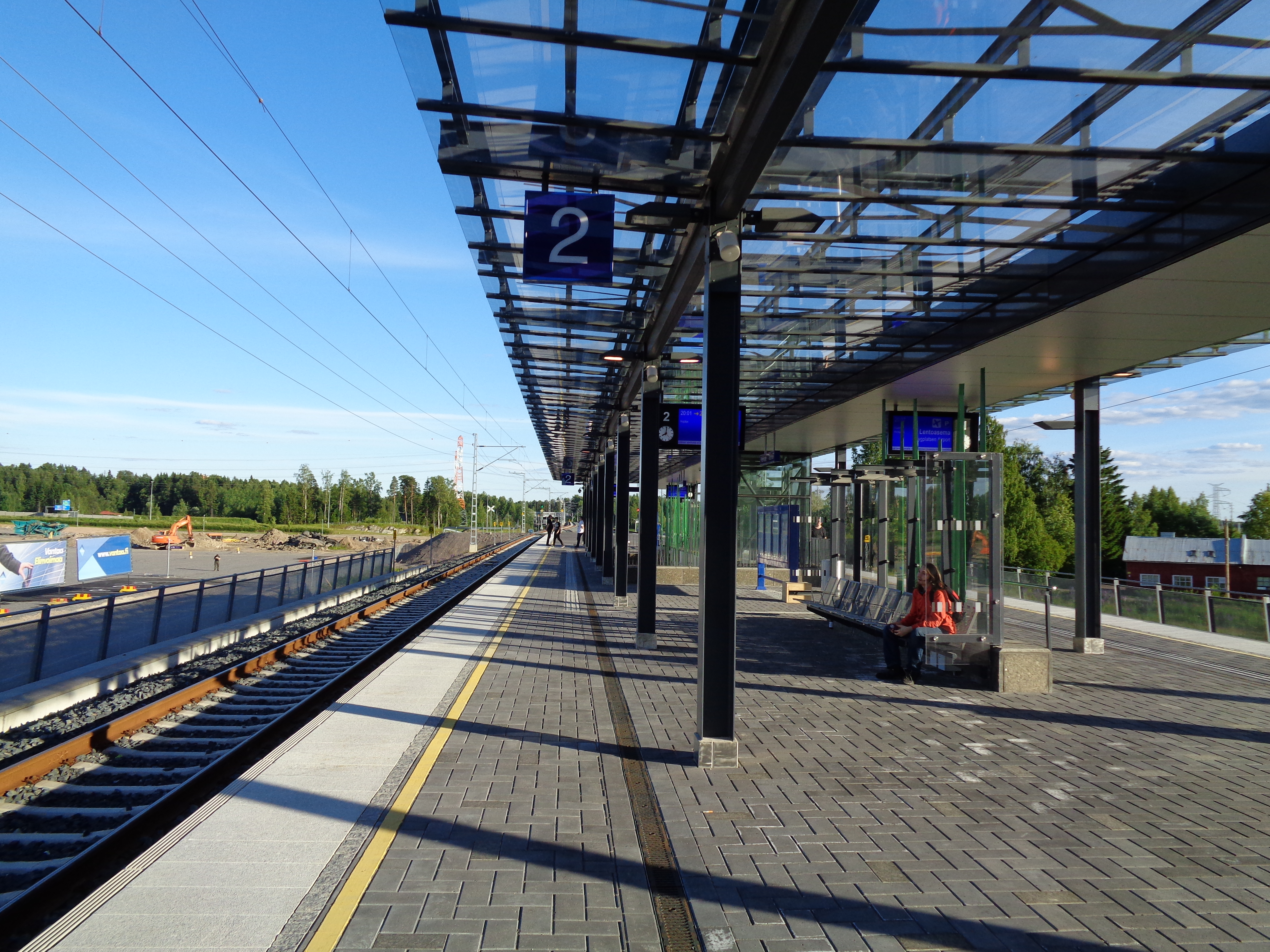
Gare de Vehkala.

Le quartier est traversé par la ligne Kehärata ouverte l'été 2015.
Dans le quartier de Myllymäki, la gare de Vehkala est sur la ligne Kehärata. 
La gare de Petas est également prévue mais sa construction n'a pas encore été décidée. 
La ligne Kehärata relie le tronçon partant de la gare de Huopalahti via Kivistö et l’aéroport d'Helsinki-Vantaa à la ligne d'Helsinki à Tampere et elle s'étend jusqu'à la gare de Tikkurila.

## Galerie

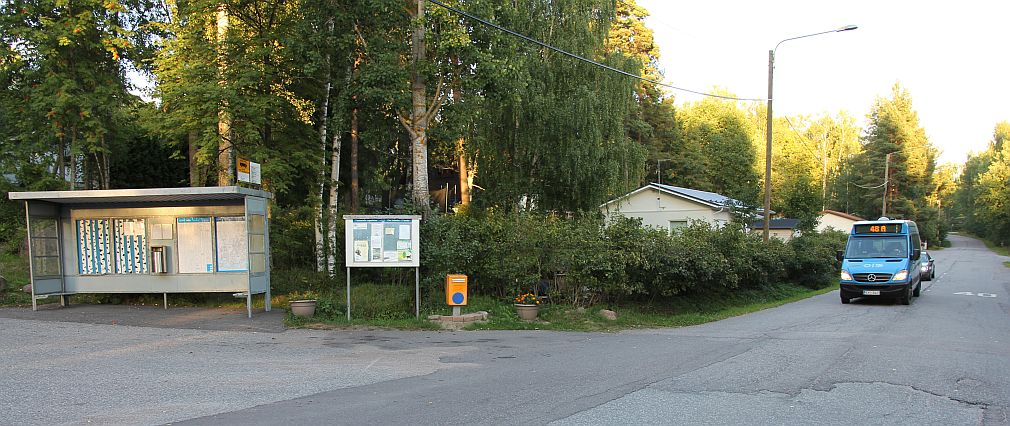
Rue Korpintie.
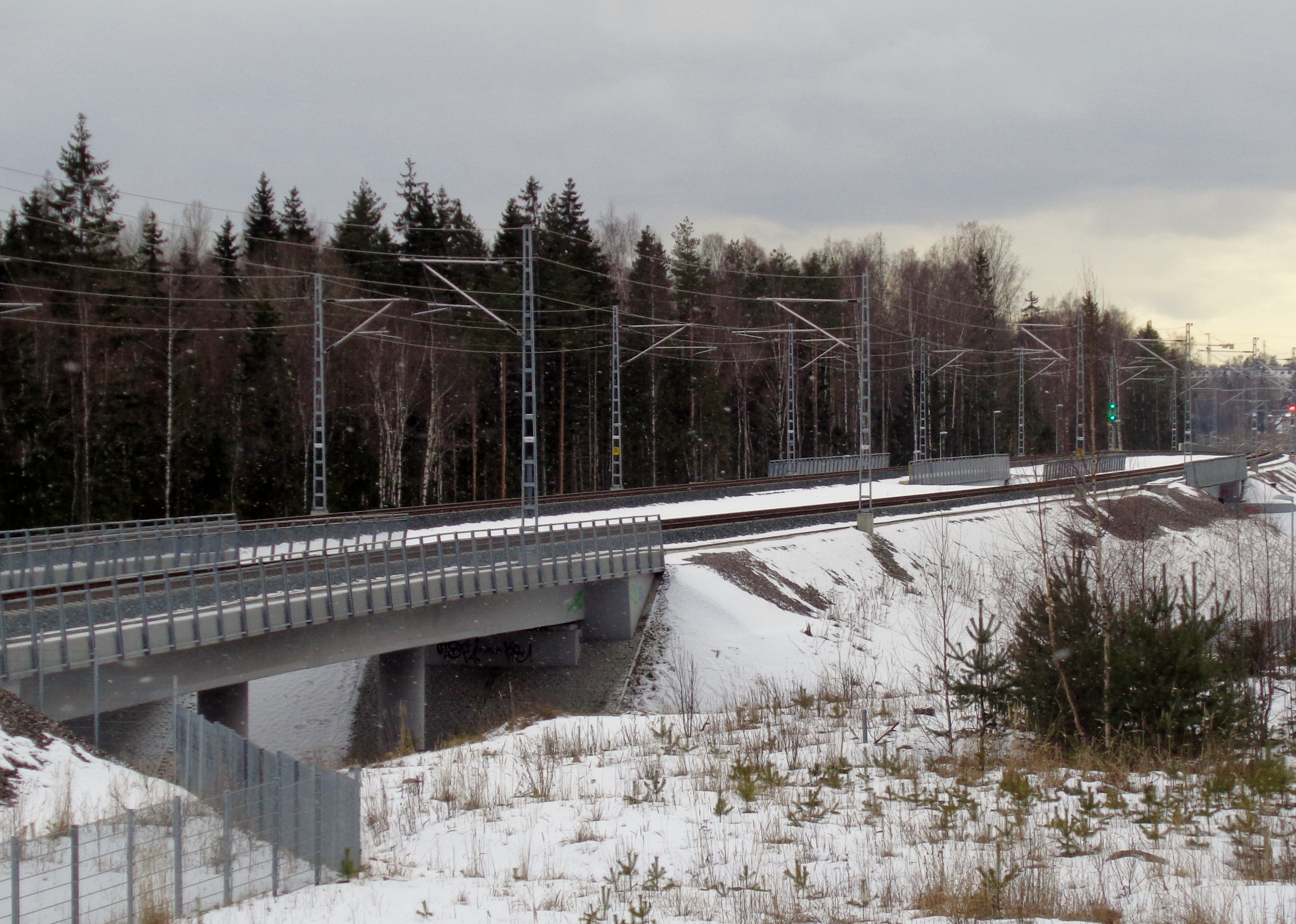
La Kehärata à Petas.
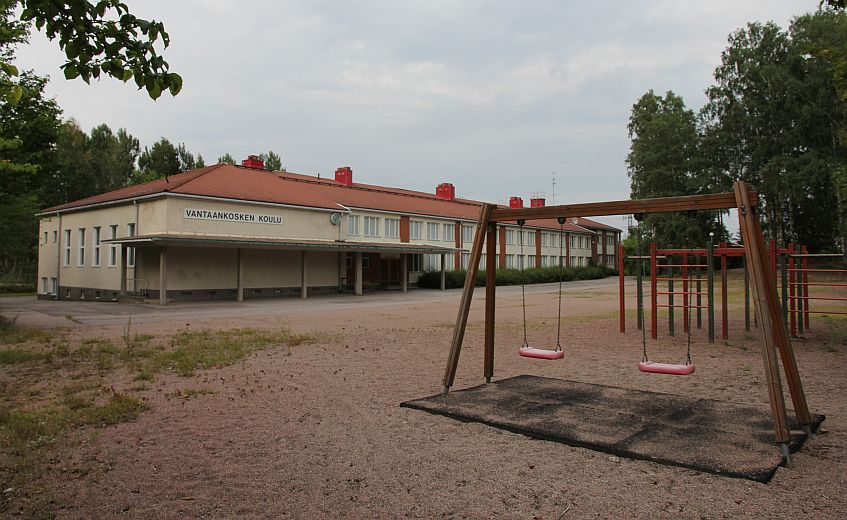
École de Vantaankoski.